# Piero Vettori
Piero Vettori (Florència, Toscana, 3 juliol de 1499 - 19 desembre de 1585), anomenat Petrus Victorius en llatí, és un filòleg i humanista italià, filòsof moral i notable editor dels autors clàssics antics.

## Biografia
Piero Vettori formava part dels Vettori, una gran família oligàrquica florentina. Cosí de Francesco Vettori, es formà en literatura antiga a Florència. Començà estudis de dret a Pisa però ha d'abandonar-los per raons de salut. Tornà a Florència i es dedicà a l'estudi dels autors antics al Studio fiorentino on segueixen alguns ensenyaments tot i el traspàs de la universitat a Pisa.
L'any 1522, fa a un viatge a Espanya amb el seu cosí Paolo Vettori, almirall de les galeres pontifícies, marxant buscar el nou papa Adrià VI. Estudia i recull a Catalunya diverses inscripcions antigues.
Amb el sorgiment de la República florentina (1527-1530), Piero Vettori pren partit per la República. És un dels seus ambaixadors, ocupa diverses càrrecs, pronuncia un dels discursos a la milícia florentina. Després del retorn dels Médicis l'any 1530, es retira alguns mesos a la seva propietat agrícola de San Casciano in Val di Pesa on s'ocupa de qüestions agrícoles. Però poc temps després torna a Florència.
Des de la seva arribada al poder, el gran duc Cosme I de Médicis el cridà per esdevenir professor a l'Estudi. Vettori vacil·la un temps, resideix algunes setmanes a Roma per buscar-hi una feina, però torna a Florència i esdevé professor de llatí i de grec. Per centrar-se a ensenyar únicament grec al Studio florentí..
Els seus cursos són una visió entrecreuada de la cultura grega i llatina, tant per il·lustrar els punts de contacte entre les dues tradicions literàries com per utilitzar el llatí com a eina d'explicació del grec. Va continuar ensenyant a Florència, fins a la seva jubilació l'any 1584. Malgrat les ofertes rebudes al llarg dels anys de diverses universitats italianes i l'oferiment d'incorporar-se a la cúria romana el 1555, tan aviat com fou elegit papa Marcello Cervini (Marcello II), amant de les llengües clàssiques i amic personal de Vettori. Fet avortat per la mort del papa.
Paral·lelament, comença a preparar l'edició d'autors clàssics antics participant en l'edició de les obres completes de Ciceró en els Giunti de Venècia, completant així el primer volum de fet per Navagero.
Continua la seva carrera d'editor científic fins a l'any 1584. S'interessa per a l'agricultura, i edita els agrònoms llatins (Cató l'Ancià i Varron) i un volum de comentaris editats a Lió entre 1541 i 1542. Escriu també alguns anys més tard un Tractat de l'elogi i de la cultura de les oliveres, que fou un gran èxit i va ser reeditat moltes vegades. S'interessa també per Aristòtil i per la retòrica antiga en sentit ample. Edita, acompanyada d'una traducció i d'un comentari, la Poètica d'Aristòtil l'any 1560, el seu llibre més reputat. Fa el mateix amb la Retòrica i l'Ètica a Nicomac. Edita també, tres vegades, el de Elocutione de Demetri de Falèron. Admirador del treball d'Angelo Poliziano, busca reproduir el seu mètode de treball. Investiga els manuscrits qui li permetran editar els textos antics els més correctament possible i prefereix la correctio ope codicis a la correctio ope ingenii. Edita textos inèdits a partir de manuscrits pertanyent a la família Médicis, per exemple les obres de Clément d'Alexandria l'any 1550, Pòrfir, etc. És el primer a donar el text gairebé complet de l'Agamèmnon i de Les Coèfores d'Èsquil, fins llavors considerades com una sola tragèdia, gràcies a dos manuscrits qui li donen el text corresponent.
Piero Vettori és al centre d'una important xarxa que es va formant de la república de les lletres. Manté una correspondència assídua, en italià i en llatí, amb humanistes, homes d'Església i estudiants. En fer-se la seva nominació com professor, ingressà a l'Acadèmia Florentina, esdevingué senador del Gran Ducat i sovint és l'encarregat, de redactar i pronunciar discursos oficials, discursos d'obediència al papa, elogis fúnebres, etc.
Pel que fa a la història de la filologia, el segle XVI ha estat anomenat el saeculum Victorianum per Rudolf Pfeiffer en homenatge a Piero Vettori.

## Obres
Edicions d'autors antics i comentaris
- Ciceró : tractats de retòrica i correspondència
- Comentaris filològics a la seva edició de les epístoles familiars de Ciceró
- Agrònoms llatins : Marc Terenci Varró, Marc Porci Cató Censorí i un volum de comentaris filològics
- Tràgics grecs : Èsquil, Eurípides
- Gai Sal·lusti Crisp
- Dionís d'Halicarnàs, Comentaris als oradors àtics
- Aristòtil : Poètica, Retòrica, Ètica a Nicòmac
- Variarum lectionum libri : 38 volums de comentaris als autors antics. Reeditats conjuntament l'any 1582.

Altres obres
- Tractat de la cultura de les oliveres
- Discursos fúnebres, discursos d'obediència
- Tractat del viatge d'Anníbal a Toscana
- Correspondència llatina i discurs de tornada universitària : editats rere la seva mort pel seu net però preparats per ell mateix.
- Edició de les obres completes de Giovanni della Casa, publicades després de la mort d'aquest darrer.

## Retrats i representacions de Vettori

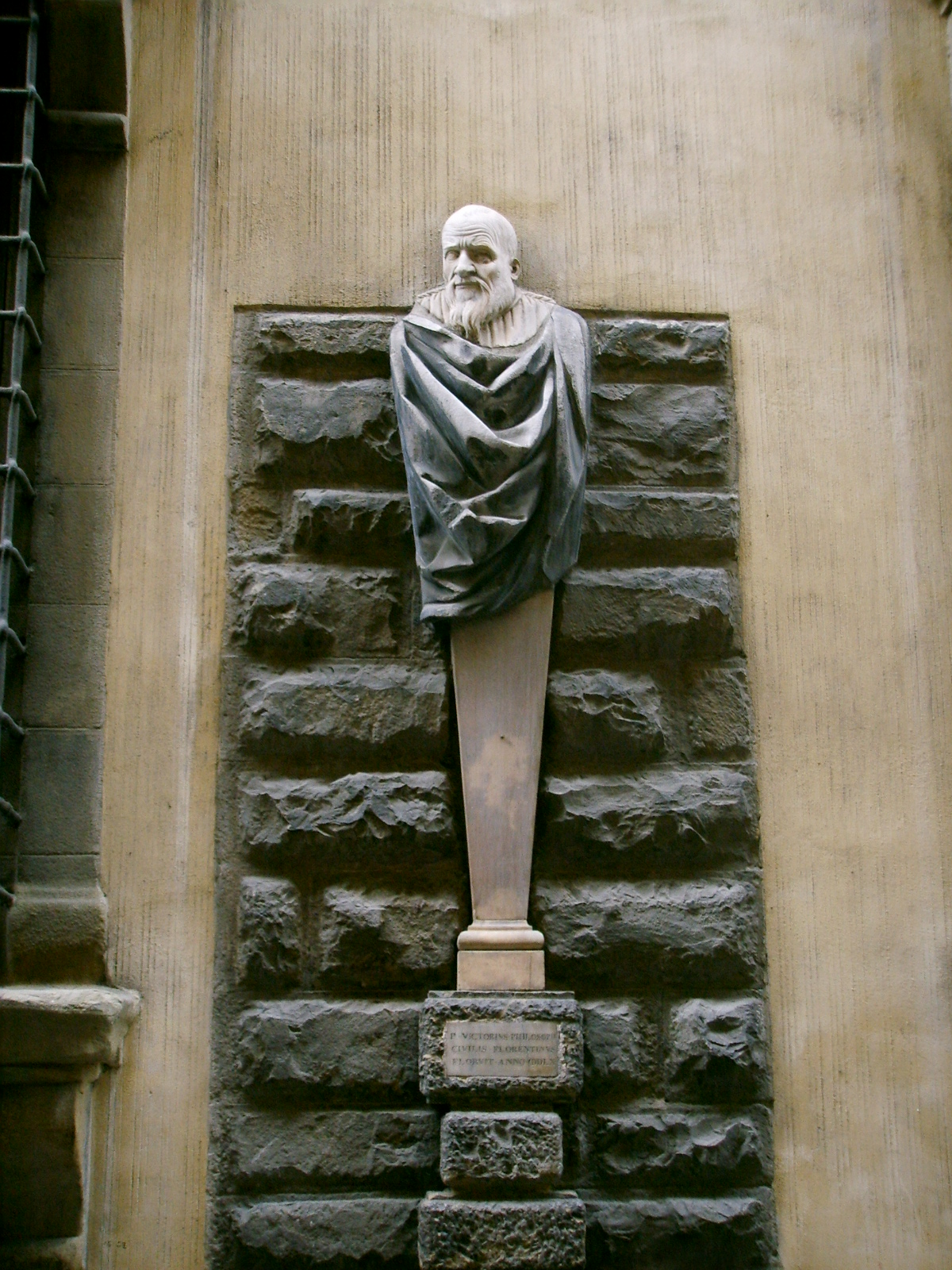
Bust de Piero Vettori al Palazzo dei visacci de Florència

Piero Vettori és present a la galeria de retrats dels Médicis, encara avui al palau dels Oficis. És representat, també, entre els florentins famosos del seu temps, a la façana del palau Valori a Florència. Un membre de la família Valori, Bartolomeo (Baccio) era un dels seus amics de joventut. Existeix un retrat realitzat per Santi di Tito, actualment en mans privades. Piero Vettori va ser també l'objecte d'una medalla. Hi ha un retrat seu a l'edició de la seva correspondència llatina publicada l'any 1586 pel seu net Francesco, poc temps després de la seva mort.